# Angeline Solange Bonono
Angeline Solange Bonono, née le 2 mars 1965 à Bougnoungoulouk au Cameroun et morte le 15 mai 2025 à Jossigny,, est une enseignante, romancière, comédienne, dramaturge et metteuse en scène camerounaise,,.

## Biographie

### Enfance
Angeline Solange Bonono est née le 2 mars 1975. Fille de parents enseignants et conseiller de jeunesse, elle perd son père en 1979. Elle effectue ses études secondaires au lycée bilingue d'Essos à Yaoundé.
Son parcours académique est marqué par un Baccalauréat A4 option Allemand, une licence en lettres modernes françaises, une maîtrise en études théâtrales, une maîtrise es lettres modernes françaises, un diplôme de professeur des lycées d’enseignement général (DIPES II), un diplôme d'étude avancée (DEA) en littérature française.

### Écriture
En 1981, Angeline joue dans la troupe du collège bilingue d’application de Ngoa-Ekellé nommé Kabeyene ou à qui la faute de Julien Mfoulou, qui est plus tard diffusé à la télévision. En 1982, elle joue dans La Secrétaire particulière de Jean Pliya.
Elle collabore dans trois livres collectifs dont le premier est fait avec 14 poètes camerounais intitulé D'aujourd'hui: 15 poètes camerounais dont le texte qu'elle propose est Que la poésie soit avec vous. Dans ce recueil figurent les œuvres d'Anne Cillon Perri, Fernando d'Almeida, Marie Claire Dati, Edouard Kingué, Hervé Yamguen, Lionel Manga, Valère Epée, Gabriel Haypam, Edimomènè Bonanyaka, Vicky Simeu, Kolyang Dina Taïwé, Fernand Nathan Evina, Dilï Palaï, Joseph Fumtim. Le second livre collectif est intitulé Les Balançoires est écrit en association avec Ananda Devi, Pascale Kramer, Véronique Tadjo, Yamina Traboulsi, Khadi Hane et Bessora en 2006. Elle y présente La femme que je suis devenue en 2006. Et le troisième intitulé Cameroun mon pays dans lequel elle propose Apostolat de la fourchette publié en 2008 avec Alexis Tcheuyap, Patrice Nganang, Nathalie Etoké, Marcel Kemajou, Jean Claude Awono, Valentin Siméon Zinga, Akere Muna, Pabé Mongo et Edmon VII Mballa Elanga.
Elle participe à une résidence d'écriture, à un festival et des sociétés intellectuelles tel la Ronde des Poètes aux côtés de Pabé Mongo. De Soif Azur à Le Sang en détresse, en passant par Déesse Phalloga, Bouillons de vie, Le Journal intime d'une épouse, La Femme que je suis devenue elle surfe sur différents genres littéraires: le roman, le théâtre, la littérature de jeunesse et l’essai.
Angeline écrit et produit, avec le journaliste François Bingono Bingono de la CRTV, le scénario intitulé Oui No. Elle joue le rôle principal du film long métrage d'Amours à hauts risques un film de Serge Alain Noa . Angeline est lauréate du prix des Editions Clé du meilleur auteur dramaturge en 2008 pour La Déesse Phalloga mise en scène par Rodrigue Barbe lors de la quatrième édition du festival de théâtre Scènes du théâtre francophone.

### Enseignement
Elle enseigne le français dans les lycées d’Ebonè, de Nkongsamba, d’Obala, au Lycée général Leclerc de Yaoundé et est vacataire dans le département de littérature africaine de L’université de Yaoundé I. Elle devient en 2008 inspecteur pédagogique régional de français,.

### Mort
Angeline Solange Bonono est décédé le 15 mai 2025, à Jossigny en France, des suites d'une maladie.

## Apport littéraire
Plusieurs auteurs se relaie dans des analyses de ses œuvres. Mokwe Edouard analyse et présente certaines de ces œuvres, dans son livre intitulé L'afrocentrisme dans la prose d'Angeline Solange Bonono, comme un ensemble de réponses propres à redorer le blason du Cameroun et de l'Afrique en difficulté. Raymond Mbassi Atéba, dans son livre intitulé La Plume androgyne d'Angeline Solange Bonono: du féminin à la masculinisation de l’écriture, se penche sur la question sur l'idée sexuelle apportée à l'écriture.

## Publications

### Roman
- Bouillons de vie, éditions les PU, Yaoundé, 2005
- Le Journal intime d'une épouse, éditions Sopecam, Yaoundé, 2007
- Marie-France, l'orpailleuse, L'harmattan, 2012

### Nouvelle
- La Femme que je suis devenue, Éditions Tropiques, Yaoundé, 2006

### Théâtre
- Déesse Phalloga, éditions Sopecam, Yaoundé, 2006

### Poésie
- Soif Azur, éditions de la Ronde, Yaoundé, 2002
- Le Sang en détresse
- Apostolat de fourchette, 2008

### Ouvrages collectifs
- Les Balançoires, Édition Tropiques, Yaoundé, 2006
- D'aujourd'hui: 15 poètes camerounais, Édition du CCF de Douala, Édition Les cahiers de l'estuaire, Douala, 2007
- Cameroun mon pays, Édition Ifrikiya, 2008, 191 p.

## Scènes
- 1981 : Kabeyene ou à qui la faute de Julien Mfoulou
- 1982 : La Secrétaire particulière de Jean Pliya
- Amour à haut risques

## Distinctions
- 2008 : Lauréate du prix des Éditions Clé du meilleur auteur dramaturge